# 日本国皇帝

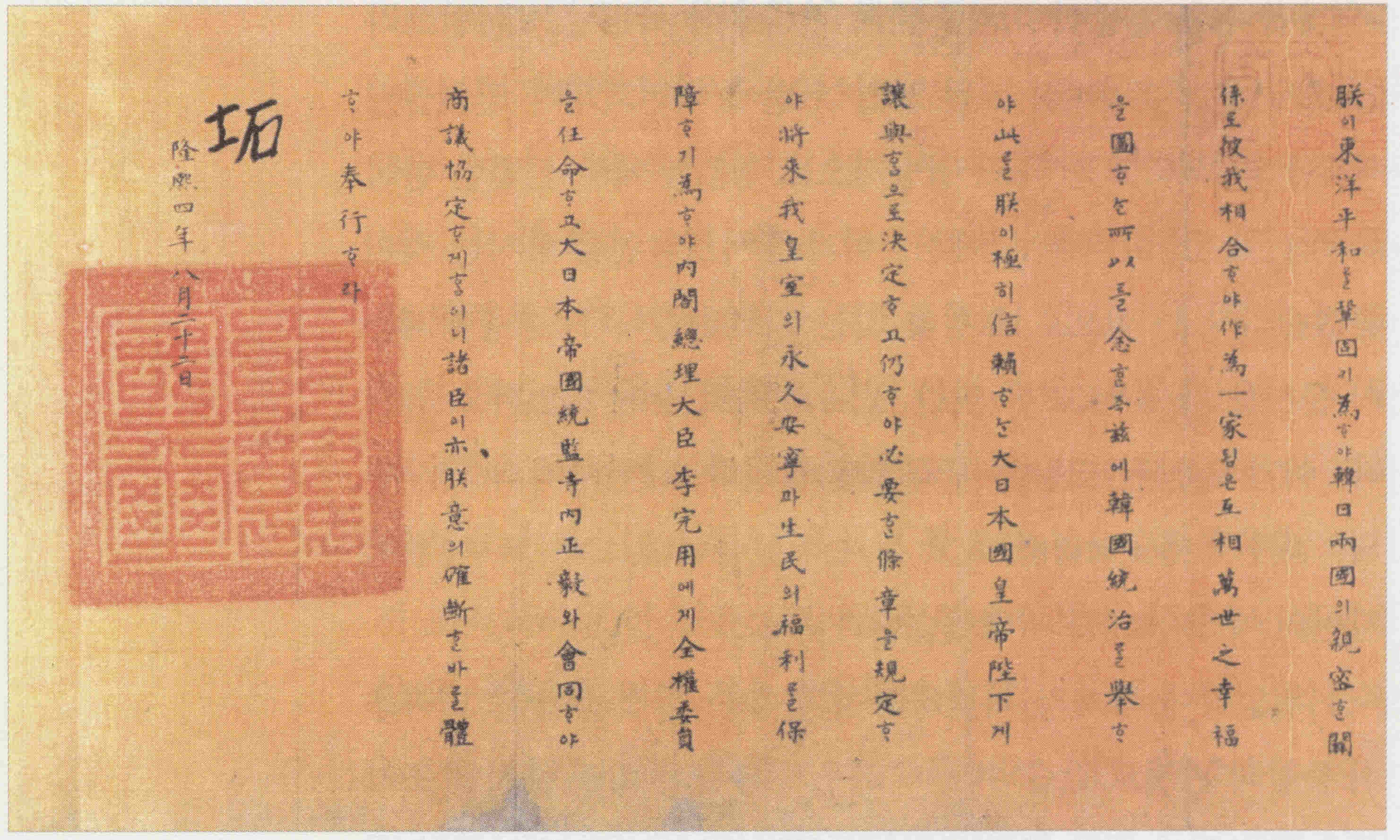
「韓国併合ニ関スル条約」に関する李完用への全権委任状。文中に「大日本國皇帝陛下」と書かれている。

日本国皇帝（にほんこくこうてい）は、古代から昭和時代までの日本で用いられていた天皇の称号の一つ。主として外交分野で使用された。

## 古代における使用例
律令の儀制令において、華夷に対する文書では「皇帝」と称することが定められていた。「華夷」の解釈には外国、もしくは日本と外国など様々な説がある。淳仁天皇期には皇帝の尊号が贈られた事例がある。天平宝字2年（758年）に淳仁に譲位した孝謙天皇は「宝字称徳孝謙皇帝」、孝謙天皇の父である聖武天皇は「勝宝感神聖武皇帝」の尊号を贈られており、さらに翌年には淳仁の父である故・舎人親王が「崇道尽敬皇帝」の尊号を贈られている。これらは当時権力を保持していた藤原仲麻呂の唐風志向によるものであると見られており、官職の唐風改称と同時期に行われている。

## 近代における使用例
慶応4年1月15日（1868年）、新政府が外交権を掌握すると、兵庫港で各国外交団に「天皇」号を用いるよう伝達し、外交団もこれに従った。しかし外国君主に対する「国王」号の使用が、外交団から反発を受け、「皇帝」号を使用するよう要求された。日本は「皇帝」は中国（清）の号であるから穏当ではないとし、各国言語での呼び方をそのままカタカナで表記する方針を提案したが、各国外交団はあくまで「皇帝」の使用を求めた。このままでは国家対等の原則から外国君主に対しても「天皇」号を用いなければならない事態に陥る可能性もあった。結局明治3年（1870年）8月の「外交書法」の制定で、日本の天皇は「日本国大天皇」とし、諸外国の君主は「大皇帝」と表記するよう定められた。
明治三年（1870）６月には英国公使館において日本と英・米・仏・蘭・独・西の各国公使の会談が行われ、日本側は君主号を「顕津神天皇（アキツカミスメラミコト）」にしたいと述べたが、各国公使から拒否された。
日本側は「天皇」の字はすなわちスメラミコトの義にして、わが皇道のかかわるところである。たとえばローマ法王は宗教に関係しているが、フランス国王に「法王」の称号を用いるだろうかと反論したが、承認されなかった。
しかし明治4年に清と締結された「日清修好条規」では両国の君主称号は表記されていない。これは清側が天皇号を皇帝すら尊崇する三皇五帝の一つ「天皇氏」と同一のものであるから、君主号とは認められないと難色を示したためであった。明治6年1月（1873年）頃から次第に外交文書で「皇帝」の使用が一般化するようになったが、これは対中国外交で「天皇」号を用いていないことが、再び称号に関する議論を呼び起こすことを当時の政権が懸念したためと推測されている。この時期以降、外国からの条約文などでも「Mikado」や「Tenno」の使用は減少し、「Emperor」が使用されていくようになった。
これ以降、天皇号の他に皇帝号の使用も行われ、民選の私擬憲法や元老院の「日本国憲按」などでも皇帝号が君主号として採用されている。また陸軍法の参軍官制や師団司令部条例でも皇帝号を用いている。政府部内でも統一した見解はなかったが、明治22年（1889年）の皇室典範制定時に伊藤博文の裁定で「天皇」号に統一すると決まり、大日本帝国憲法でも踏襲されている。伊藤は外交上でも天皇号を用いるべきと主張したが、同年5月に枢密院書記官長の井上毅が外務省に対して下した見解では、「大宝令」を根拠として外交上に「皇帝」号を用いるのは古来からの伝統であるとしている。井上は議長の指揮を受けて回答したとしているが、この当時の枢密院議長は伊藤である。この方針は広く知られなかったらしく、後に陸軍も同内容の問い合わせを行っている。
大正10年4月11日の大正十年勅令第三十八号で外国君主を皇帝と記載する太政官達は廃止されたが、以降の条約等でも外国君主や天皇に対して皇帝の称が使用されている。
国内使用では殆どの場合が「天皇」号が用いられたが、「日露戦争宣戦詔勅」など一部の詔書・法律で皇帝号の使用が行われた。大正期までは特に大きな問題とはならなかったが、昭和期になると国体明徴運動が活発となり、昭和8年（1933年）には外交上も「天皇」号を用いるべきとの議論が起きた。外務省は条約の日本語訳に対してのみ「天皇」号を用いるが、特に発表はしないことで解決しようとしたが、宮内省内の機関紙の記事が新聞社に漏れ、昭和11年（1936年）4月19日に大きく発表を行わざるを得なくなった。ただし、外国語においては従来どおり「Emperor」とされた。
1935年12月21日公布の昭和10年条約第9号国際衛生条約の段階では「皇帝」と表記されていたが、1936年5月11日公布の昭和11年条約第3号猥褻刊行物ノ流布及取引ノ禁止ノ為ノ国際条約では「天皇」の表記になっている。

### 公文書類における用例
- 「イタリア帝ヘ復スル親書」1873年1月20日「天祐ヲ保有シ万世一系ノ帝祚ヲ践ミタル日本国皇帝」[25]
- 「台湾事件ニ付全権弁理大臣大久保利通ヲ清国ヘ遣ハスノ勅語」1874年（明治7年）：「大日本国皇帝」（原文 - ウェイバックマシン（2004年5月2日アーカイブ分））
- 「清国ニ対スル宣戦ノ詔勅」1894年（明治27年）：「大日本帝国皇帝」（原文 - ウェイバックマシン（2004年3月11日アーカイブ分））
- 「露国ニ対スル宣戦ノ詔勅」1904年（明治37年）：「大日本帝国皇帝」（原文 - ウェイバックマシン（2003年10月14日アーカイブ分））
- 「日韓議定書」1904年（明治37年）：「大日本帝国皇帝」（原文 - ウェイバックマシン（2003年8月22日アーカイブ分））
- 「韓国ニ於ケル発明、意匠、商標及著作権ノ保護ニ関スル日米条約」1910年（明治43年）：「日本国皇帝」（原文 - ウェイバックマシン（2004年3月21日アーカイブ分））
- 「韓国併合ニ関スル条約」1910年（明治43年）：「日本国皇帝」（原文 - ウェイバックマシン（2004年4月5日アーカイブ分））
- 「独逸国ニ対スル宣戦ノ詔書」1914（大正3年）：「大日本国皇帝」（原文 - ウェイバックマシン（2003年10月14日アーカイブ分））
- 「山東省ニ関スル条約」1915（大正4年）：「日本国皇帝」（原文 - ウェイバックマシン（2004年4月14日アーカイブ分））
- 「南満洲及東部内蒙古ニ関スル条約」1915（大正4年）：「日本国皇帝」（原文 - ウェイバックマシン（2003年9月30日アーカイブ分））
- 「戦争抛棄ニ関スル条約」1929年（昭和4年）：「日本国皇帝」（原文 - ウェイバックマシン（2004年4月8日アーカイブ分））
- 1936年（昭和11年）6月1日、勲記の書式改正が行われ「日本国皇帝」を「大日本帝國天皇」に改めた[26]。